# Henri Fantin-Latour

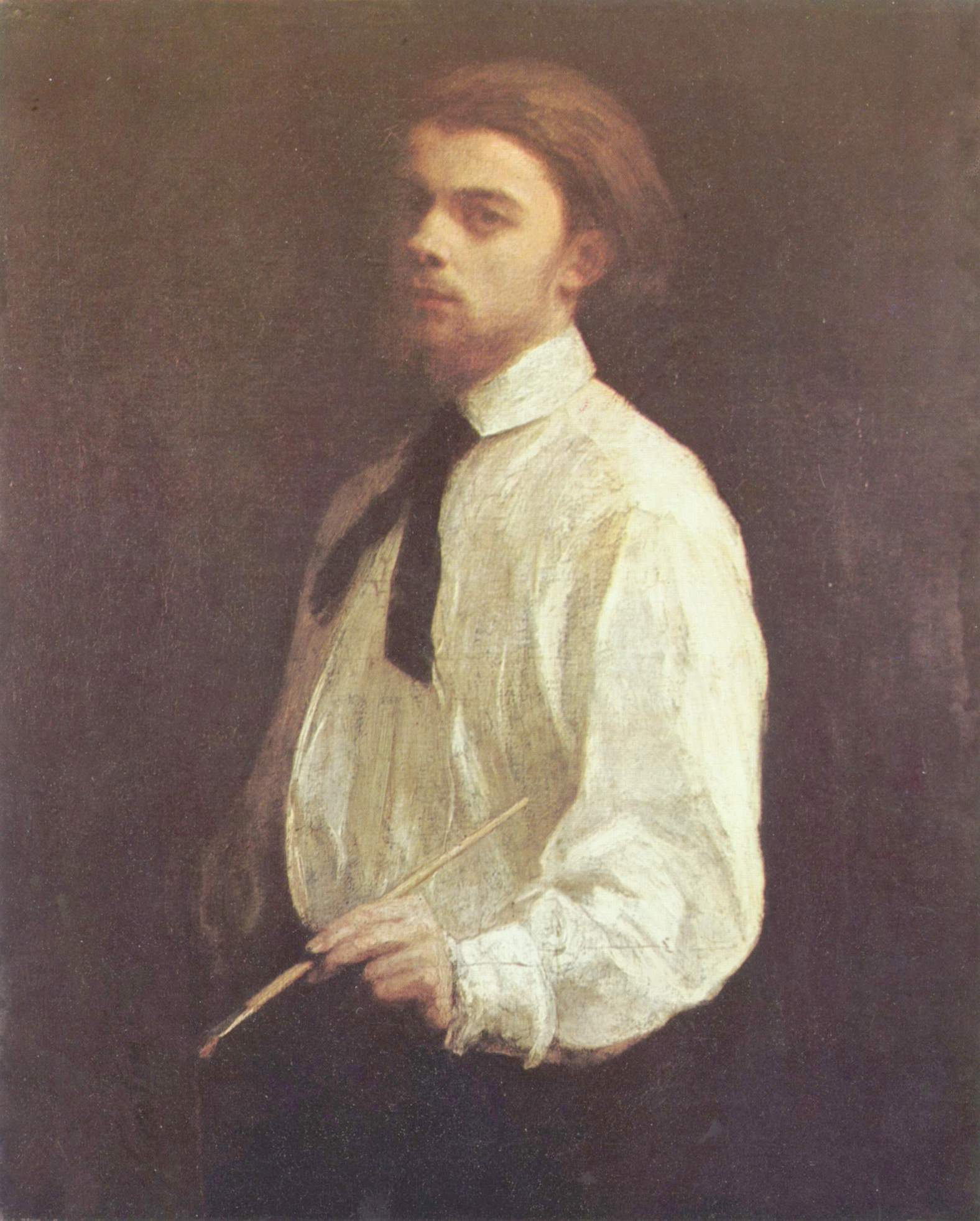
Autorretrato de Henri Fantin-Latour (1859), en el Museo de Grenoble, Francia.

Henri Fantin-Latour (Grenoble, 14 de enero de 1836-Buré, 25 de agosto de 1904) fue un pintor francés.
Se formó con su padre, el también pintor Jean-Theodore Fantin-Latour, y más tarde con Lecocq de Boisbaudran. Se relacionó con los más importantes artistas de la época. Trabajó en el taller de Courbet y fue amigo de Manet, aunque se mantuvo al margen del impresionismo, practicando una suerte de realismo lírico.
Cultivó el retrato femenino, los retratos colectivos, los temas de música y, sobre todo los bodegones de flores. Con estos alcanzó enorme éxito comercial, pero condicionaron su producción, de lo que él mismo se lamentó. Dedicó muchas composiciones alegóricas a Wagner y a otros músicos, especialmente litografías.

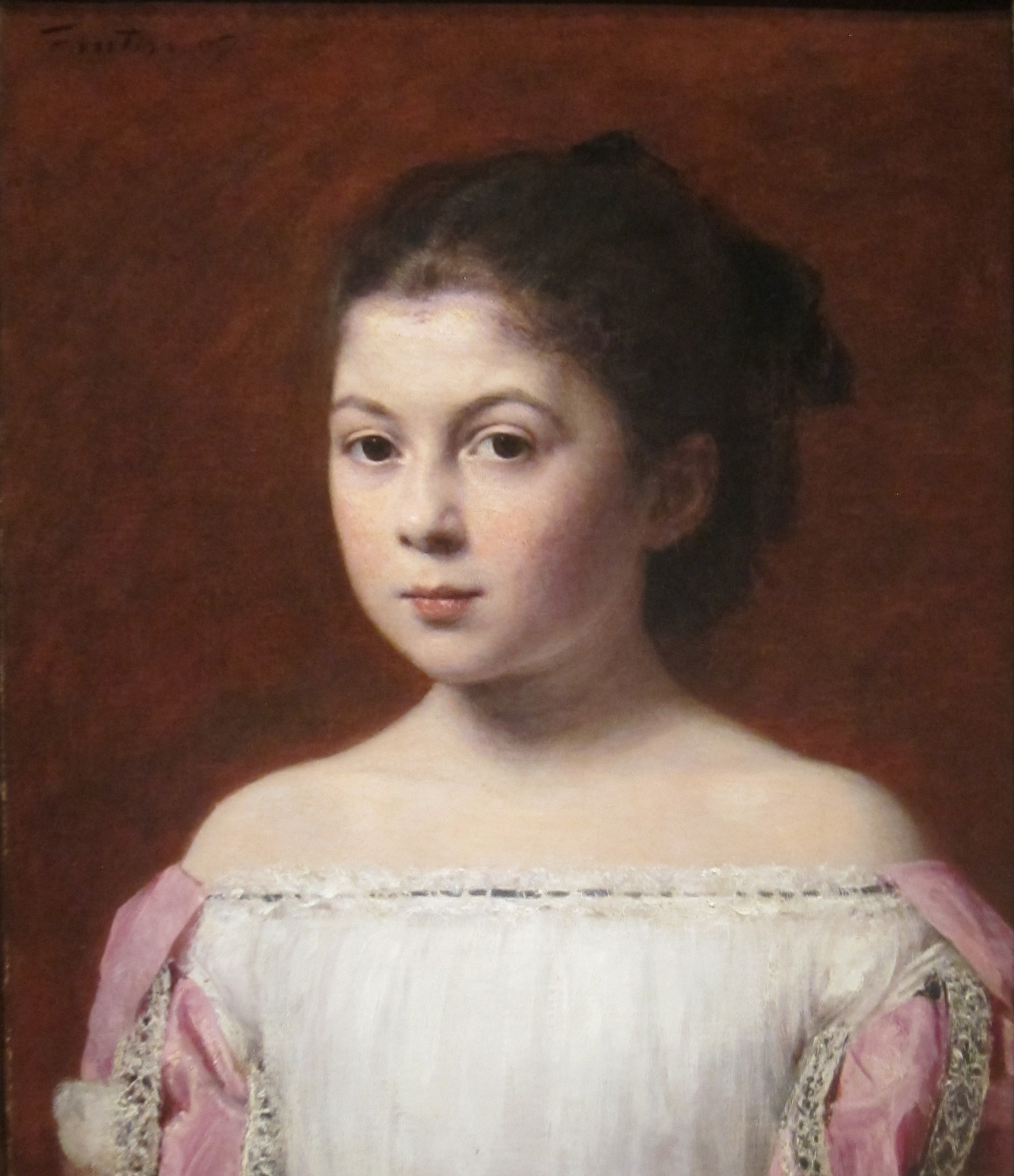
M-Y de Fitz-James 1861 Fantin-Latour

## Comienzos
En 1850, dejó Grenoble y se trasladó a París, donde se matriculó en la pequeña Escuela de Dibujo de París con Louis-Alexandre Péron y Horace Lecoq de Boisbaudran, un instructor innovador y no tradicional que desarrolló y publicó su propio método de enseñanza basado en pintar y dibujar de memoria.
Ingresó a la Escuela de Bellas Artes en 1854. Algunos de sus compañeros de clase fueron Edgar Degas, Alphonse Legros y Jean-Charles Cazin.
En 1861 frecuentó brevemente el estudio de Gustave Courbet, rue Notre-Dame-des-Champs. Un cuadro de esta época lo representa con el pintor y caricaturista Oulevay.
Al comienzo de su carrera, entre 1854 y 1861, realiza un gran número de autorretratos a la tiza, al carboncillo y al óleo. Uno de ellos no fue admitido en el Salón de 1859. Volvió a participar con La Liseuse en 1861. Este tema le permitió retratar a un personaje, absorto en una actividad que lo dejaba indiferente ante la obra del artista y ante los ojos del espectador.
Miembro del llamado grupo “1863”, después del Cénacle des Batignolles del que surgió el impresionismo, es, tal como señaló Gustave Kahn, un poco del vínculo que une a los pintores de impresionistas con la pintura romántica.

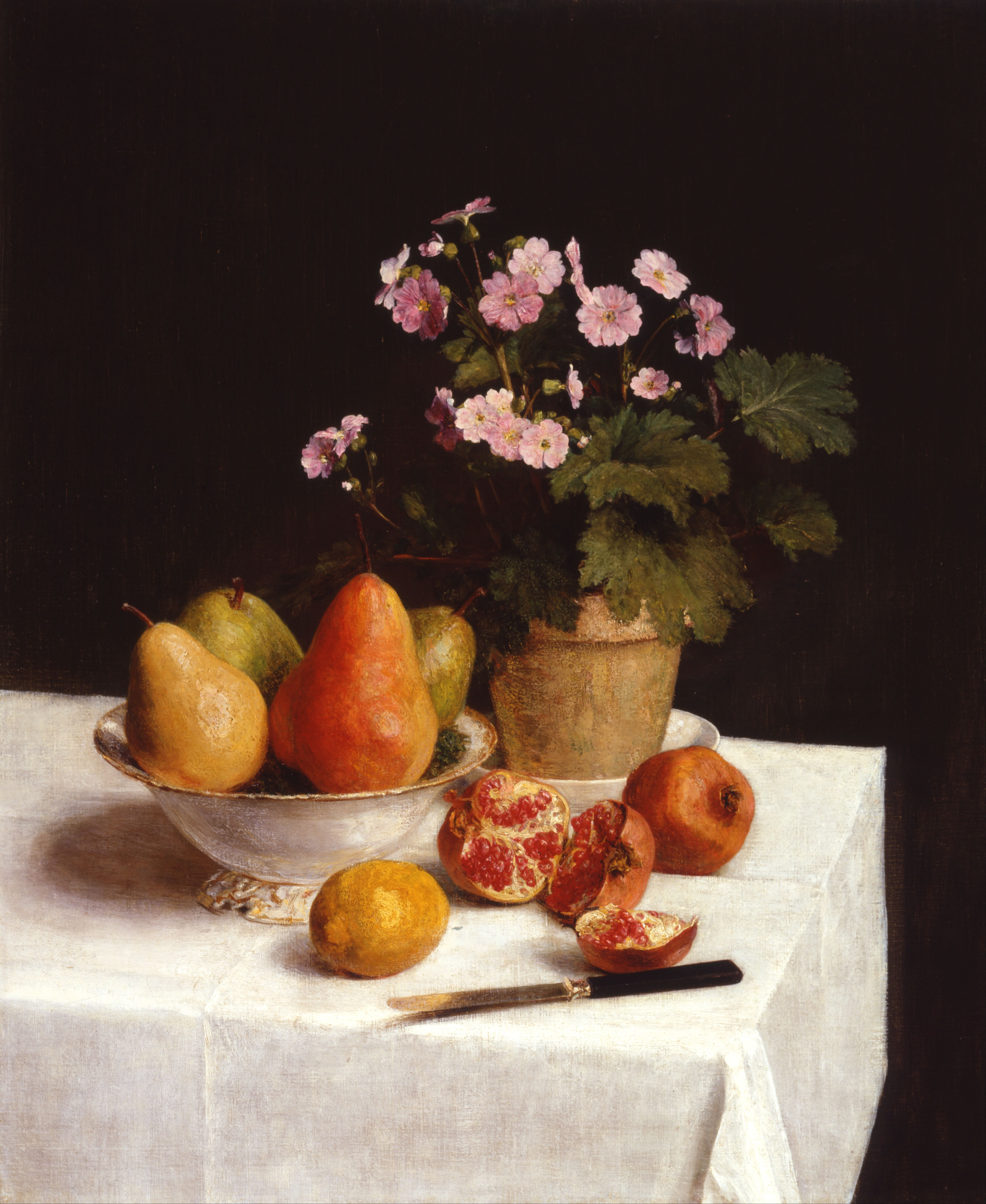
Henri Fantin-Latour - Still life (primroses, pears and promenates) - Google Art Project

## Bodegones con flores y frutas

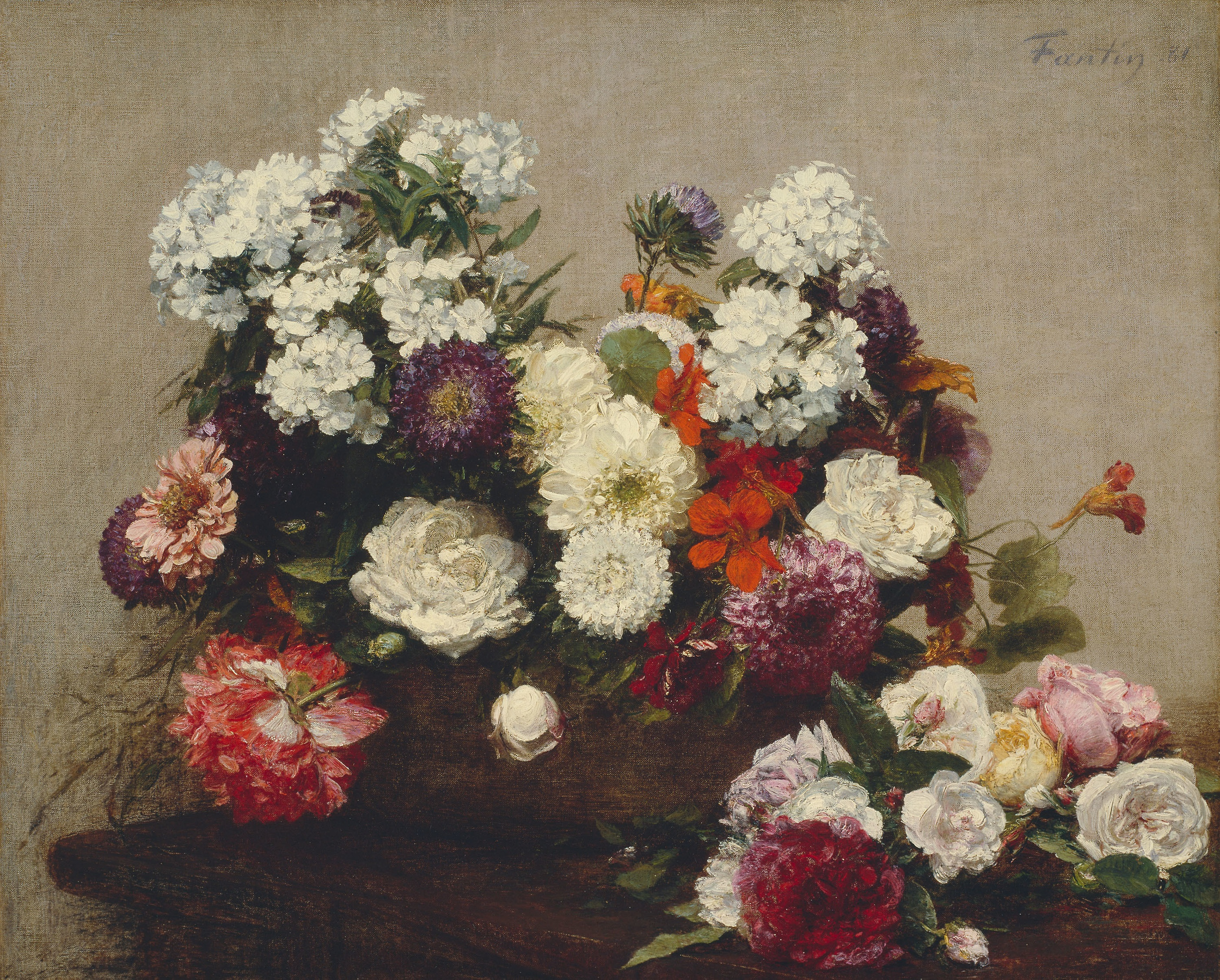
Henri Fantin-Latour - Still Life with Flowers - 1988 - Art Institute of Chicago

Animado por Whistler (1834-1903), a quien conoció en 1858 en el Louvre, realizó varias estancias en Londres entre 1859 y 1881. En la década de 1860, sus naturalezas muertas jugaron un papel capital en su carrera. Fue en Inglaterra donde encontró muchos admiradores para sus composiciones de flores y frutas, en una época en que la pintura francesa era poco apreciada allí. Whistler lo puso en contacto con su cuñado Francis Seymour Haden y con el grabador Edwin Edwards, y fue en Londres donde aprendió a realizar grabados. Visitó a Edwards en Sunbury en 1861, en su segunda visita a Inglaterra y nuevamente en 1864. En 1862, una de sus naturalezas muertas se exhibió en la Royal Academy de Londres. Fue la primero de una larga serie, pues a partir de entonces presentó varias casi todos los años y que invariablemente ocuparon un lugar destacado en las exposiciones. Durante su tercer viaje a Inglaterra, permaneció allí de julio a octubre y volvió a pintar bodegones. A partir de entonces las compras y los encargos se suceden asegurando su éxito comercial.

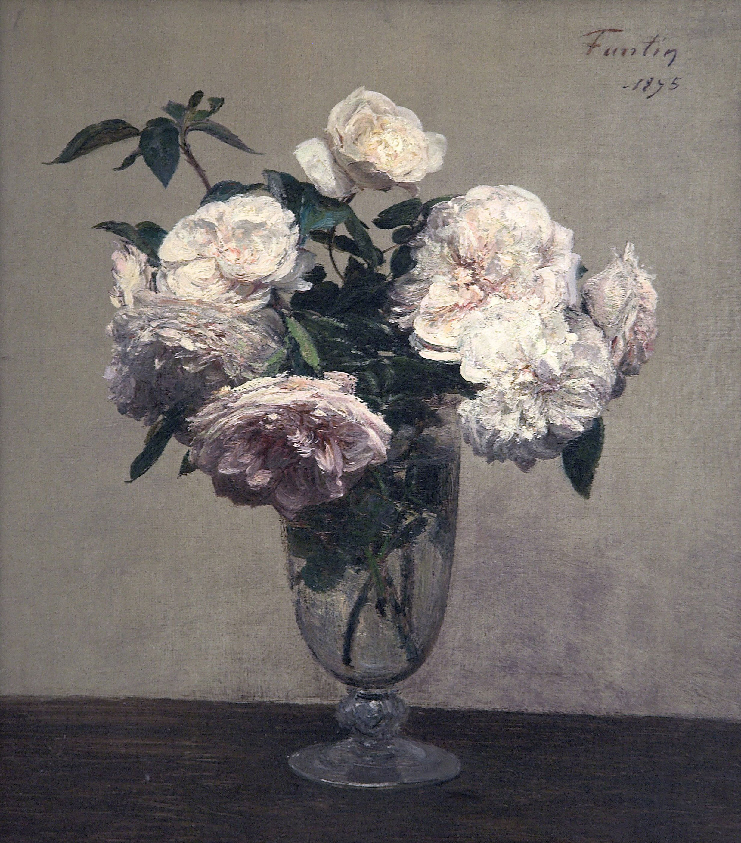
Vase des roses par Fantin-Latour 1867

Sus naturalezas muertas pueden sorprender en la época de los impresionistas, sin embargo, la elección de tal tema no es tan inocente como parece. En la jerarquía de géneros promulgada por la Academia de Bellas Artes desde el siglo XVII, el bodegón de frutas o flores queda relegado al final de la escala. Al liberarse de cualquier pretexto literario, religioso o histórico (supuestos para conferir valor y nobleza a la obra), atenta contra los principios académicos. La del Museo Metropolitano, Bodegón con flores y frutas de 1866, es una de las cuatro que le encargó Michael Spartali, un empresario y diplomático griego afincado en Londres. Trabajó en estos lienzos de marzo a septiembre de 1866, exponiendo uno de ellos en el Salón de París de ese año. Ahora se encuentra en la Galería Nacional de Arte de Washington. Edwin y Ruth Edwards, sus mecenas y marchantes ingleses, le recomendaron que siempre utilizara jarrones sencillos y tableros de mesa sencillos para resaltar su gran habilidad en la reproducción de las texturas y los colores.
Los bodegones también fueron muy bien recibidos en los Países Bajos, donde en la Exposición Maestros vivos de 1899 en Ámsterdam, una pequeña naturaleza muerta con rosas costó 2.000 florines, una suma considerable para la época. Marchantes de arte como E.J. van Wisselingh y Huinck & Scherjon, ambos ubicados en Ámsterdam, almacenaron regularmente obras de Fantin-Latour hasta bien entrada la década de 1930. Gran parte de su obra terminó en museos holandeses como el Rijksmuseum de Ámsterdam y el Museo Kröller-Müller en Otterlo gracias a donaciones y legados.
Según la lista de pinturas establecida por su esposa, en 1874 ya había pintado treinta y una composiciones de flores y frutas. Bodegón con pensamientos, conservada en el Museo Metropolitano de Nueva York es una de ellas16.

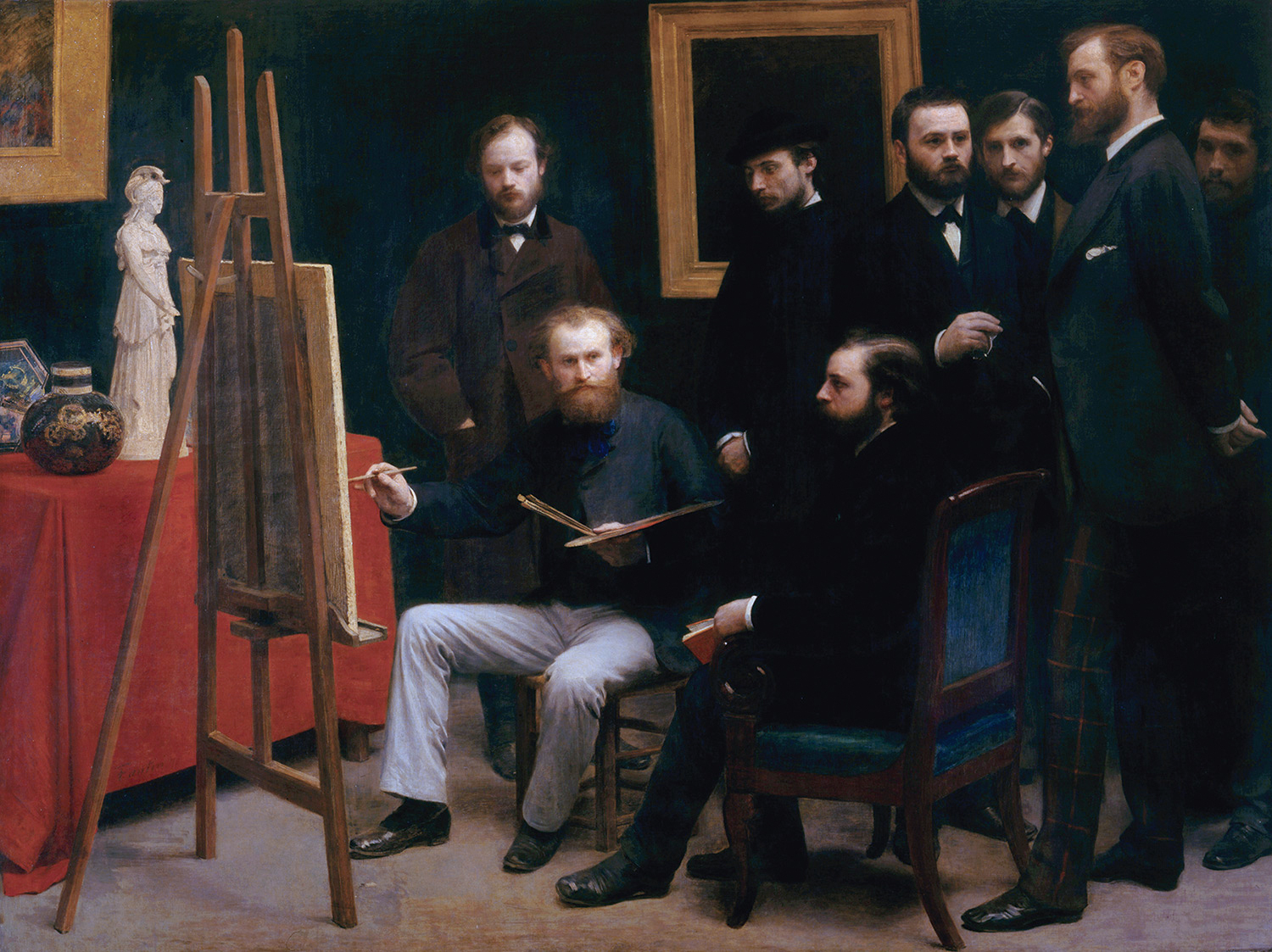
Henri Fantin-Latour Un taller en Batignolles, 1870,
París, Museo de Orsay

## Universo artístico
Después de que sus primeras presentaciones al Salón fueran rechazadas en 1859, en un esfuerzo por ganar prominencia en Francia, comenzó a exponer con su amigo Manet y los futuros impresionistas Auguste Renoir y Monet. En 1865, le escribió a Edwin Edwards: “Formamos un grupo y hacemos ruido porque hay muchos pintores y uno se olvida fácilmente. Cuando nos reunimos... crecemos en número y nos volvemos más aventureros. Pensé que eso podía durar y fue mi error”.
En 1867, también fue uno de los 9 miembros de la “Sociedad Japonesa del Jinglar” con Carolus-Duran, quien pintó su retrato dos veces en 1861, y los ceramistas Bracquemond y Solon, que se reunían para compartir cenas japonesas. “A medida que nos acercábamos, siempre sentíamos un poco de miedo, por esas toscas formas que los artistas de su generación solían fingir como inseparables de una noble independencia”, dijo Jacques-Émile Blanche, pintor amigo de la siguiente generación.

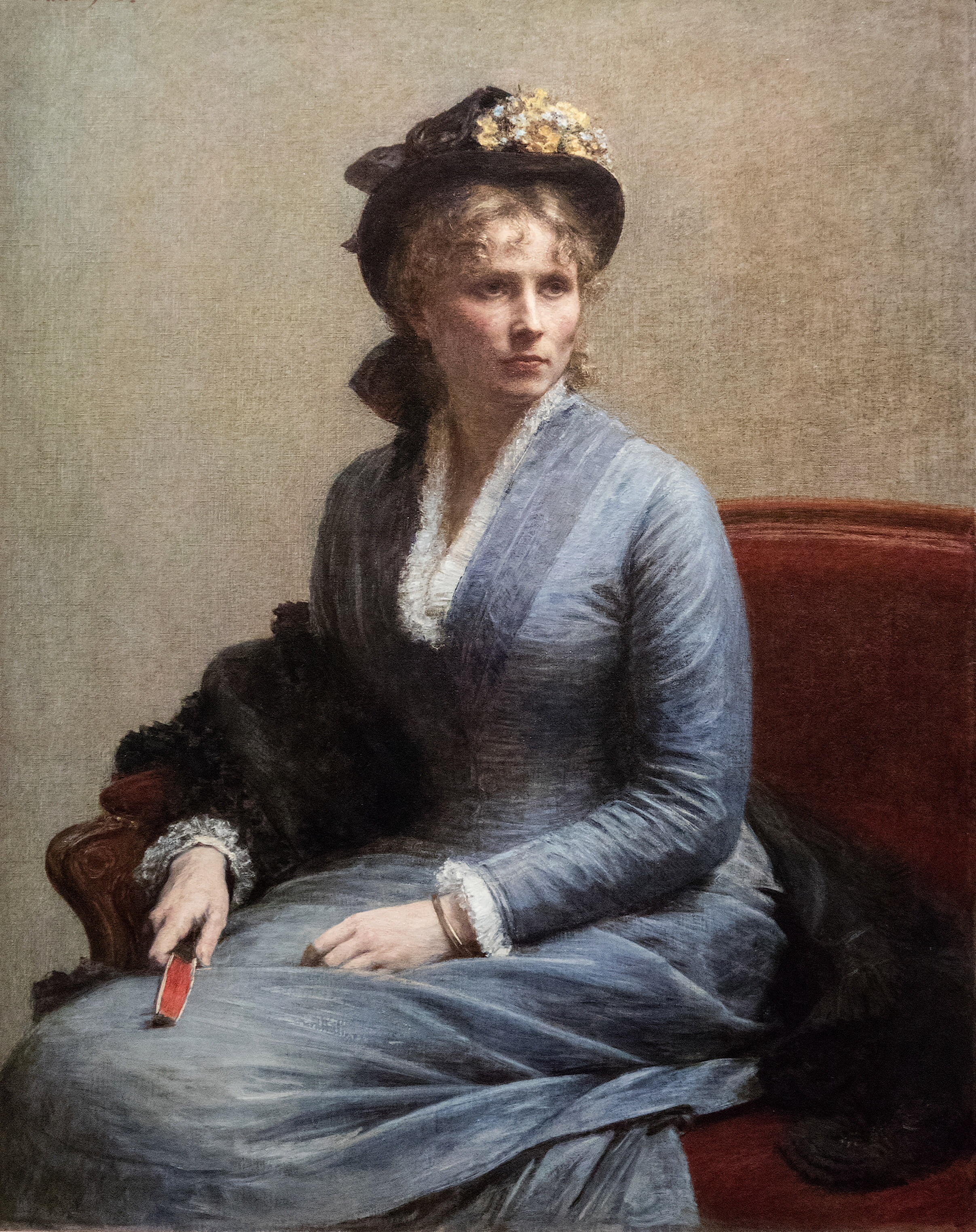
Fantin-Latour Retrato de Charlotte Dubourg, 1882
Museo de Orsay, París

Fantin renueva el retrato colectivo con grandes manifiestos: Homenaje a Delacroix, 1864; Le Toast, homenaje a los pintores realistas, de 1865, que él mismo destruyó, conservando únicamente los fragmentos de tres retratos conservados en la Galería Freer de Washington, en el Musée d'Orsay y su autorretrato en una colección privada holandesa. Un estudio en Batignolles, homenaje a Manet, 1870; Un coin de table, un homenaje a los poetas parnasianos, 1872, incluidos Verlaine y Rimbaud; En torno al piano, homenaje a los músicos y musicólogos, 1885.
En Un atelier aux Batignolles, Manet pinta en el centro, a su alrededor, de izquierda a derecha, Otto Scholderer, Auguste Renoir, Zacharie Astruc, Emile Zola, Edmond Maître, Frédéric Bazille y Claude Monet. Este lienzo da testimonio de los vínculos que mantuvo con las vanguardias de la época y con Manet en particular y es un eco de la opinión de Zola sobre Manet: "En torno al pintor vilipendiado por el público, se creó un frente común de pintores y escritores reivindicándolo como su maestro". Edmond de Goncourt, se burla en su diario del que llama “el repartidor de gloria a los genios de la cervecería”.
Se casó en 1876 con Victoria Dubourg, que era pintora como él. A partir de entonces pasaron los veranos en la residencia de la familia de su esposa en Buré en la Baja Normandía.
Sus escenas interiores están realizadas en una gama casi monocromática de grises y marrones.

## Últimos años
En septiembre de 1880, cuando produjo su cuadro Fleurs d'été en Buré, había establecido una clientela estable en Gran Bretaña para sus exquisitas pinturas de arreglos florales informales, dispuestos en jarrones discretos y vistos sobre un fondo neutro.

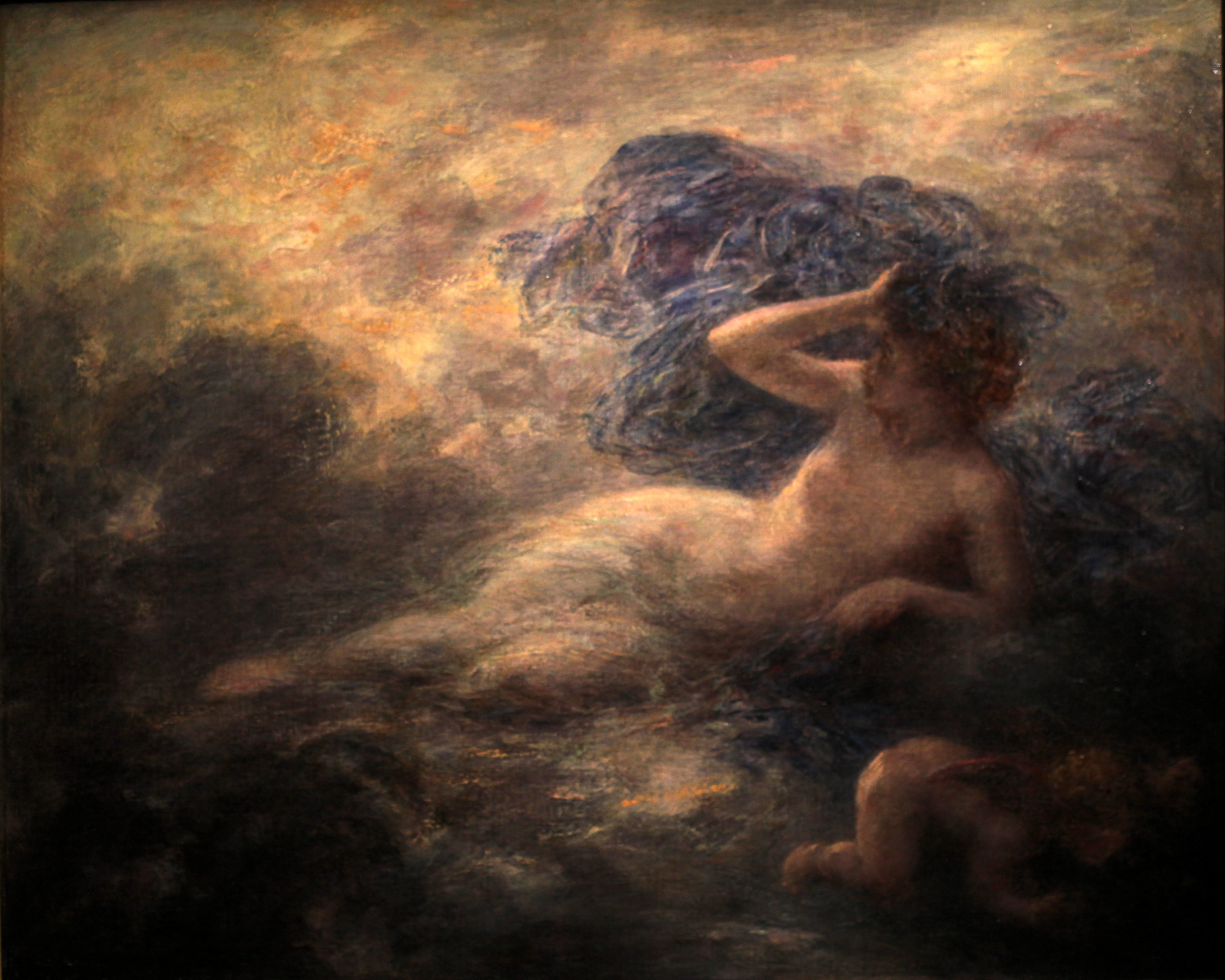
La Nuit - Henri Fantin-Latour

Entre 1880 y 1887 incluyó retratos en sus presentaciones anuales al Salón de París. Siempre han atraído una gran atención de la crítica y han obtenido precios elevados. Sus retratos de su mujer Victoria Dubourg, o de sus amigos, Manet, Verlaine y otros tienen un realismo armonioso e incisivo. Este es también el caso de Madame Léon Maître, cuñada del pianista Edmond Maître, uno de sus amigos más cercanos. Pero durante la exposición del retrato de su cuñada Charlotte Dubourg en 1882, la crítica, más acostumbrada a la grandilocuencia de los retratos ceremoniales, se mostró inquieta, como Maurice Hamel en la Gazette des beaux-arts de junio de 1887: “Sin duda, admiramos las altas cualidades del pintor, la delicadeza de la armonía, la plenitud de la modelo. Pero parece que la voluntad del artista se ha esparcido demasiado por los detalles en lugar de sacar a la luz hábilmente el interés capital de las fisonomías”.
Además de retratos y bodegones, produjo numerosas pinturas y más de 150 grabados fantásticos con visiones oníricas, allanando el camino a los artistas simbolistas. Apasionado de la música, en especial de Berlioz, Schumann y Wagner, buscó transcribirla a través de pinturas fluidas de trazo largo (Tres hijas del Rin, 1876), y le dedicó la mayor parte de sus litografías. En diciembre de 1896 fue uno de los miembros fundadores de la Sociedad de Pintores-Litógrafos.
Su pintura La Nuit le valió elogios de la crítica y el reconocimiento de los círculos oficiales. Fue comprada por el Estado tan pronto como se presentó en el Salón de 1897, mientras que en Le Journal del 9 de abril, el crítico Gustave Geffroy escribió: "Noche: nunca el cuerpo de una mujer ha descansado más suavemente en un cielo pintado sobre las nubes". … flexible y enrollada como las olas”.
Como muchos pintores de su época, se interesó por la fotografía, realizando tomas para su obra. También fue un gran coleccionista de fotografías eróticas, su patrimonio enumera más de 1.400 que se conservan en el Museo de Grenoble.
Murió el 25 de agosto de 1904 en Buré, está enterrado en París en el cementerio de Montparnasse.

## Algunas obras significativas
- El sueño, de 1854.
- Homenaje a Delacroix, de 1864. Expuesto en el Museo de Orsay en París, se pintó un año después de la muerte de Delacroix. Representa a diez hombres a uno y otro lado del retrato del homenajeado. En el grupo figura Baudelaire.

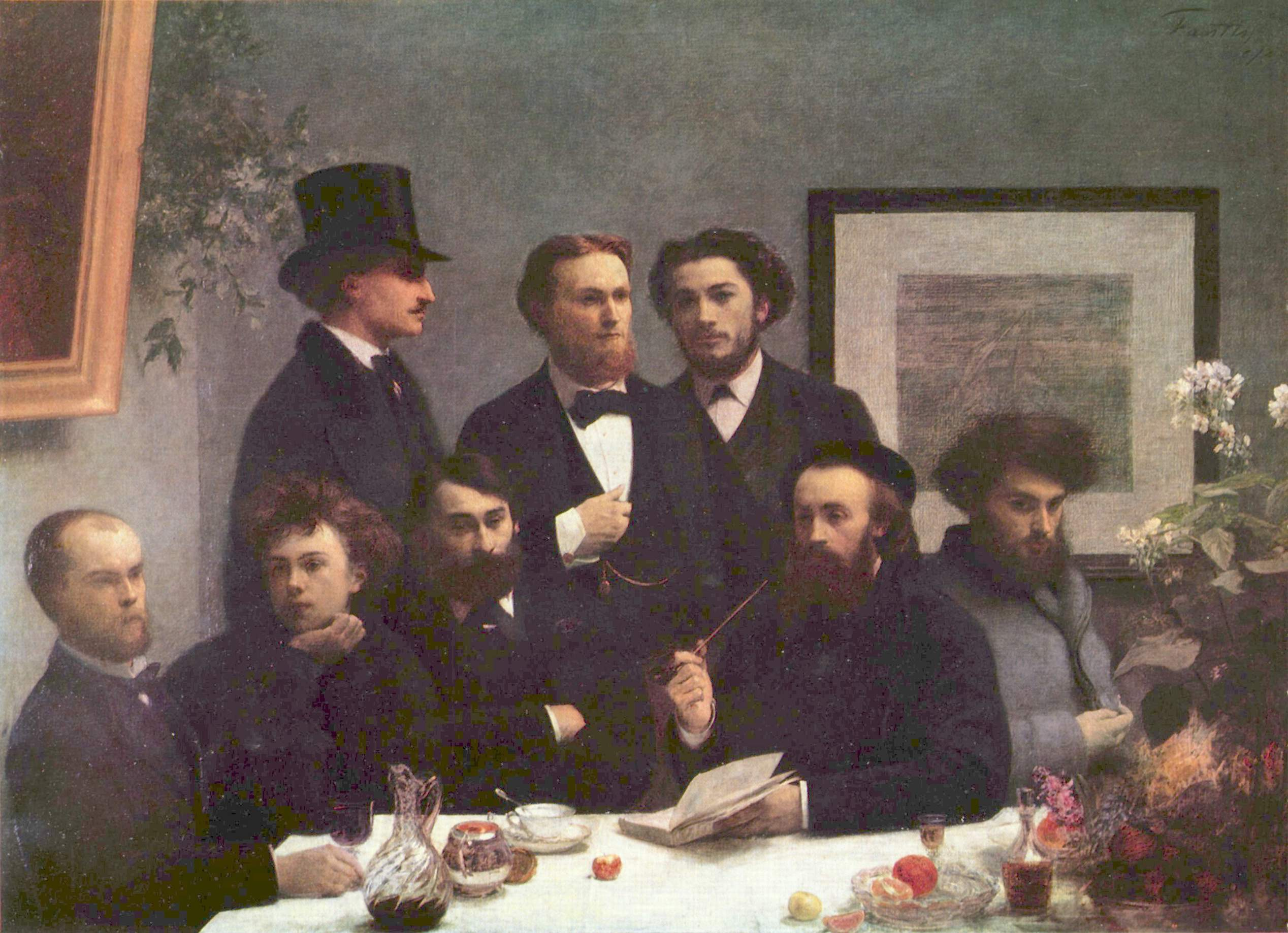
Un rincón de la mesa, de 1872.

- Un taller en el Batignolles, de 1870. Representa el taller de Manet en el 34 del bulevar de Batignoles, en París. El aspecto de la estancia es ordenado y burgués. En ella aparecen Manet —sentado pintando el retrato de Zacharie Astruc— el propio Astruc, Émile Zola, Edmond Maître, Otto Scholderer, Renoir, Bazille y Monet. Ese cuadro, actualmente expuesto en Orsay, se presentó en el Salón de 1870.Un rincón de la mesa, de 1872.
- Un rincón de la mesa, de 1872. Presentado en el Salón de 1872, actualmente en el museo de Orsay. Se trata de un retrato colectivo en el que aparecen Verlaine y Rimbaud junto a poetas jóvenes de la época. En pie de izquierda a derecha figuran: Elzéar Bonnier, Emile Blémont, Jean Aicard. Sentados están Paul Verlaine, Arthur Rimbaud, Léon Valade, Ernest d'Hervilly, Camille Pelletan. Todos están vestidos de negro excepto Camille Pelletan, que no es un poeta sino político.
- Alrededor del piano, de 1876.
- Gólgota.

En su madurez se centró en la producción de bodegones de flores, de los que hay ejemplos en colecciones de Madrid como el Palacio de Liria y el Museo Thyssen-Bornemisza. Este último albergó en 2009 una exposición antológica sobre el artista.